# Mazda MXR-01

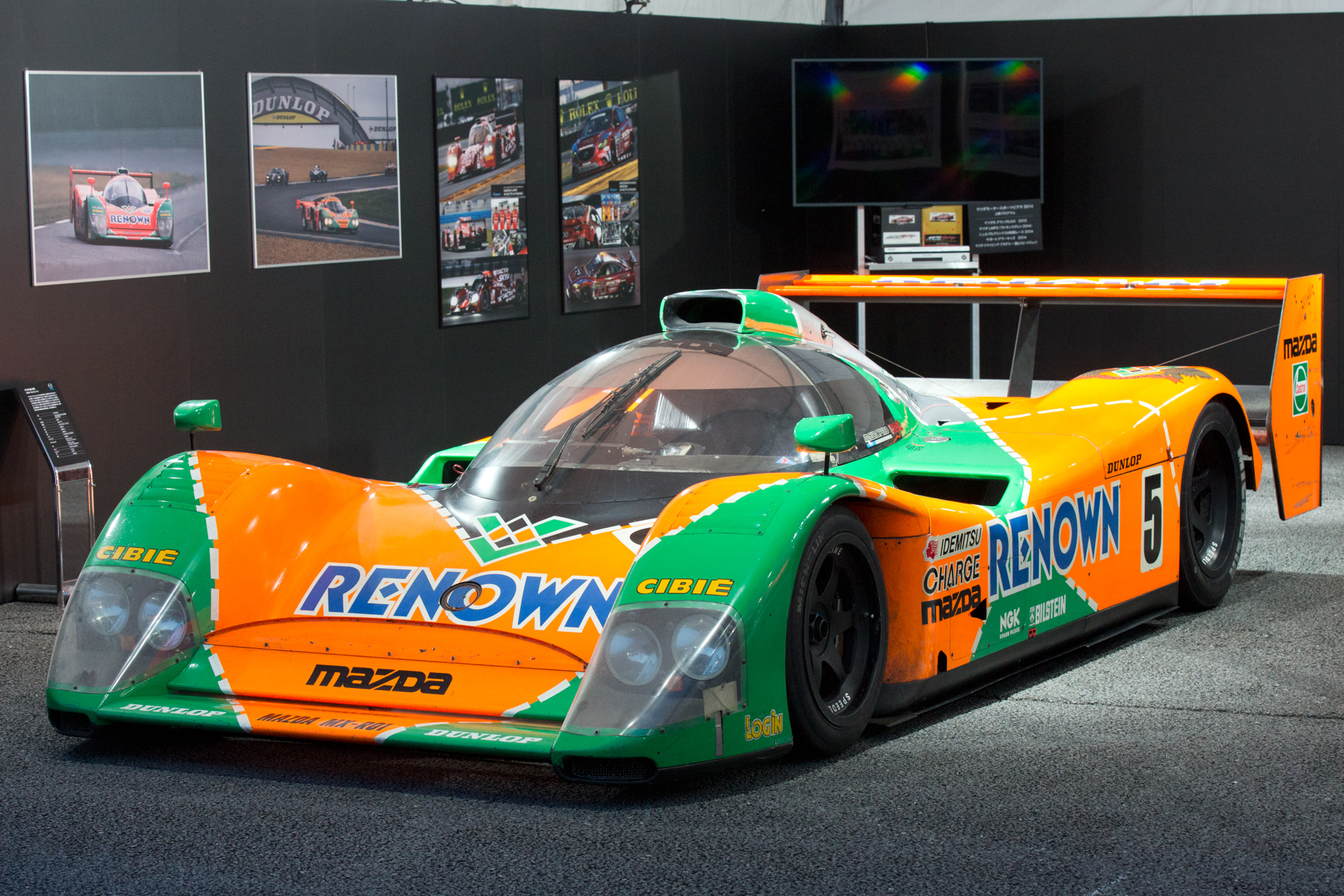
Mazda MXR-01

Der Mazda MXR-01 ist ein Gruppe-C-Sportwagen, den Mazdas Werksteam Mazdaspeed in der Saison 1992 in der Sportwagen-Weltmeisterschaft einsetzte. Dies war Mazdas letztes Engagement in den Rennsport, das mit dem Le-Mans-Projekt 1983 begonnen hatte.

## Entwicklung
Nach Mazdas großem Erfolg (1. Platz) beim 24-Stunden-Rennen von Le Mans 1991 mit dem 787B mit Wankelmotor dachte die Firmenleitung, sie könnte im Rennsport weitermachen und beweisen, dass dieser Erfolg keine Eintagsfliege gewesen sei. Durch die Reorganisation der Sportwagen-Weltmeisterschaft durch die FIA 1992 ergab sich für Mazda aber das Problem, dass Wankelmotoren nun nicht mehr erlaubt waren. Stattdessen sollten die Teams technologisch fortschrittliche V10-Motoren verwenden, ähnlich denen in der Formel 1. Mazda, die neben ihren Wankelmaschinen nicht viele andere Rennmotoren im Einsatz hatte, entschied sich aus Kostengründen gegen die Entwicklung eines eigenen neuen Motors. Außerdem hätte Mazda für den V10-Motor ein komplett neues Auto bauen müssen, da der 787B für die Aufnahme eines solch großen Motors ungeeignet war.
So entschloss sich Mazda, einen bereits existierenden V10-Motor zuzukaufen. Man entschied sich für ein Triebwerk von Judd Engine Developments, die ihren GV10-3,5 l-V10 1991 für die Formel 1 entwickelt hatten. Die Maschinen sollten als Mazda-Motoren mit der Typenbezeichnung MV10 gefertigt werden.
Auch das neue Fahrwerk kaufte man ein, und zwar von Tom Walkinshaw Racing (TWR), die mit Jaguar zusammengearbeitet hatten, bis diese Ende 1991 den Rennsport verließen. Jaguars letzter Rennwagen, der XJR-14, wurde 1992 von TWR anderen Kunden angeboten und Mazda ergriff die Gelegenheit, sich eines Autos zu bedienen, mit dem Jaguar 1991 die Meisterschaft gewonnen hatte. Wie der Motor wurde der Wagen auch als Mazda gefertigt und MXR-01 genannt.
Leider wurde der XJR-14, der 1991 siegte, nach der Saison nicht überarbeitet und Mazda besaß weder das technische Verständnis noch die Finanzmittel, um das Fahrzeug im gleichen Grade weiterzuentwickeln wie es z. B. Peugeot und Toyota 1992 taten. Auch der Judd-Motor war ziemlich schwachbrüstig im Vergleich zu den Motoren der anderen Werksteams.

## Renngeschichte
Mazda schaffte es die Sportwagen-Weltmeisterschaft 1992 als Dritter zu beenden; ihr bestes Resultat war ein 2. Platz beim 500-km-Rennen von Silverstone. Beim 24-Stunden-Rennen von Le Mans führte das Team streckenweise in den ersten Stunden und beendete das Rennen auf einem ehrenvollen 4. Platz. Während der gesamten Saison wurde nur ein Auto eingesetzt, nur in Le Mans waren zwei Wagen gemeldet.
In Japan bestritt Mazdaspeed mit einem einzigen MXR-01 die All Japan Sports Prototype Championship (JSPC) und konnte keine großen Erfolge verbuchen, wenn man bedenkt, dass sie nur einen 2. Platz in der Konstrukteursmeisterschaft bei nur zwei Mitwettbewerbern (Toyota und Nissan) erringen konnten. In Rennen, in denen der MXR-01 keinen Konkurrenten in seiner Klasse hatte, konnte er allerdings auch keine Punkte sammeln, was den Gesamtpunktestand natürlich ungünstig beeinflusste.
Nach der Saison 1993 wurden sowohl die Sportwagen-Weltmeisterschaft als auch die JSPC nicht mehr ausgetragen, und nachdem der RX-792P schon nach 1992 nicht mehr in IMSA-Rennen antrat, schied Mazda komplett aus dem Rennsport aus.

## Fahrgestelle
Es wurden insgesamt fünf MXR-01 von TWR für Mazda gebaut:
- MXR-01 #001 – nur in den JPSC eingesetzt.
- MXR-01 #002 – Ersatzauto für Tests in Le Mans.
- MXR-01 #003 – Ersatzauto für Tests in Le Mans.
- MXR-01 #004 – bestritt alle Rennen der Sportwagen-Weltmeisterschaft.
- MXR-01 #005 – zweiter Wagen nur für die 24-Stunden-Rennen von Le Mans.